# Homme de Corée
Homme de Corée (coréen: 남성연대, anglais: Man of Korea) est une ONG qui milite pour les droits des hommes en Corée du Sud. Elle a été fondée par le masculiniste Sung Jae-ki le 24 janvier 2008.

## Contexte
En 2021, près de 60 % de jeunes hommes s'opposent au féminisme en Corée du Sud.